# Gestualismo (pintura)
O gestualismo, pintura gestual ou action painting é uma forma de pintura onde se pode observar o gesto pictórico.  
Este tipo de pintura e desenho, não apresenta esquemas prévios e surgiu em Nova Iorque, nos anos 40 do século XX, sob influência dos processos surrealistas de pintura automática. Como diz a Nova Enciclopédia Portuguesa "alguns pintores inventam verdadeiras escritas pessoais fazendo sinais gráficos ao longo da superfície da tela, que a levam a perder, em geral, a sugestão de violência muscular para se tornar opticamente mais atuante, chama-se então, pintura de sinais".  
Os sinais e os gestos de pintar como meio expressivo foram as bases desse tipo de pintura. Essa corrente originou-se do expressionismo abstrato. Seu objetivo era a libertação das formas de Vladimir Tatlin. 
A pintura gestual recebeu influência dos chineses e japoneses. A action paiting tem como principais representantes Pollock, Franz Kline, De Kooning. 
Em Portugal e enquadarando-se no gestualismo e naquilo que se chama "escrita-imagem" destacou-se "a partir das décadas de 60 do séc. XX a artista plástica e poeta Ana Hatherly", em particular na obra Auto Retrato Obliterado. 